# Hydrillodes truncata
Hydrillodes truncata là một loài bướm đêm trong họ Noctuidae.